# The Passersby
The Passersby este episodul 69 al serialului americane Zona crepusculară. A fost difuzat pe 6 octombrie 1961 pe CBS.

## Prezentare

### Introducere
La începutul episodului, un grup de soldați din Războiul Civil străbat un drum, în timp ce Rod Serling narează:
| “ | Acest drum urmează Războiului Civil. A început la Fort Sumter, Carolina de Sud și s-a încheiat într-un loc numit Appomattox. Este plin de rămășițe ale bătăliilor fragmentare și ale viselor spulberate. | ” |

După un scurt dialog între sergent și Lavinia Godwin, Rod Serling își reia narațiunea:
| “ | Din moment în moment, veți intra într-o ciudată provincie care nu cunoaște nici Nordul, nici Sudul, un loc pe care îl numim - Zona crepusculară. | ” |

### Intriga
La sfârșitul Războiului Civil, un sergent al Armatei Statelor Confederate ale Americii⁠(d) (James Gregory⁠(d)), rănit în luptă, cutreieră un drum cu ajutorul unei cârje de lemn. Poartă cu el un sac de dormit murdar și o chitară. Șchiopătând, acesta descoperă un conac antebelic⁠(d) ruinat care îi aparține Laviniei Godwin (Joanne Linville), o tânără din clasa superioară⁠(d) al cărei soț și-a pierdut viața în război și care încă nutrește sentimente de dușmănie față de unioniști.
Lavinia îi permite sergentului să-și potolească setea cu apa din izvorul conacului, iar apoi să se odihnească pe o bancă aflată sub un copac mort din fața curții. Acest începe să cânte la chitară melodia populară Black Is the Color of My True Love's Hair⁠(d). Cei doi urmăresc cum rânduri de soldați, atât confederați, cât și unioniști traversează prin fața casei. Sergentul află că Lavinia a fost bolnavă și că soțul ei, căpitan în armata confederată, a fost ucis în luptă. În timp ce se lasă copleșiți de amintiri, silueta întunecată a unui locotenent unionist călare se oprește în fața casei și cere un pahar cu apă. Sergentul realizează că acesta este omul care i-a salvat viața când și-a pierdut piciorul pe câmpul de luptă. Stăpâna conacului însă, intră în casă și revine înarmată cu o pușcă veche; aceasta îl împușcă pe locotenent pentru a răzbuna moartea soțului său. Glonțul trece pur și simplu prin el, iar acesta constată că nimic nu mai contează. Sergentul îi dă de băut și soldatul își continuă drumul.
Odată cu trecerea nopții, sergentul conștientizează că drumul străbătut de soldați nu este unul obișnuit și aceștia nu sunt doar răniți. Îi spune Laviniei dis-de-dimineață că există ceva la sfârșitul acestui drum pe care trebuie să-l găsească. În timp ce sergentul se pregătește de plecare, aceasta îl împiedică și încearcă să-l convingă să rămână. Pe fundal se aude o voce care cântă melodia Black is the Color of My True Love's Hair - soțul Laviniei, Jud. Acesta îi dezvăluie că toți soldații sunt morți, inclusiv ea. Lavinia a încetat din viață de febră tifoidă, deși este încă convinsă că trăiește, și el ucis de un yankeu. Sergentul, înțelegând vorbele lui Jud, oftează și pornește la drum, dar Lavinia refuză să-l creadă. Jud îi spune că nimic nu-l mai așteaptă în acea casă. Insistând în continuare că este în viață, Lavinia îl roagă să rămână alături de ea. Acesta refuză și își continuă drumul, nesocotind rugămințile soției sale, dar spunându-i că o va aștepta la capătul drumului.
Lavinia aude o voce blândă mângâietoare - un trecător singuratic care se dovedește a fi Abraham Lincoln, ultima victimă a Războiului Civil. Fiind ultimul om care străbate acest drum, Lincoln citează un vers din piesa Iulius Caesar a lui William Shakespeare:
„Minunea cea mai mare e pentru mine omul

Ce poate ști ce-i frica, văzând că moartea este
Sfârșirea cea fatală, ce vine necurmată

Când trebuie să vie.”—Julius Caesar, Act 5, Scene 2, 4–8
Speriată, Lavinia se îndepărtează, dar își acceptă soarta și aleargă spre soțul său, trupul său dispărând în ceață.

### Concluzie
| “ | O întâmplare pe un drum noroios în luna aprilie, anul 1865. După cum am spus deja, este un drum care nu poate fi găsit pe hartă, dar este unul dintre numeroasele care conduc în și în afara Zonei crepusculare. | ” |

## Distribuție
- James Gregory - Sergentul
- Joanne Linville - Lavinia Godwin
- Warren Kemmerling - Jud Godwin
- Rex Holman - Charlie Constable
- David Garcia - locotenent unionist
- Austin Green - Abraham Lincoln
- Jamie Farr - soldat (necreditat)